# 普拉塞火山
2°19′N 76°24′W / 2.32°N 76.40°W

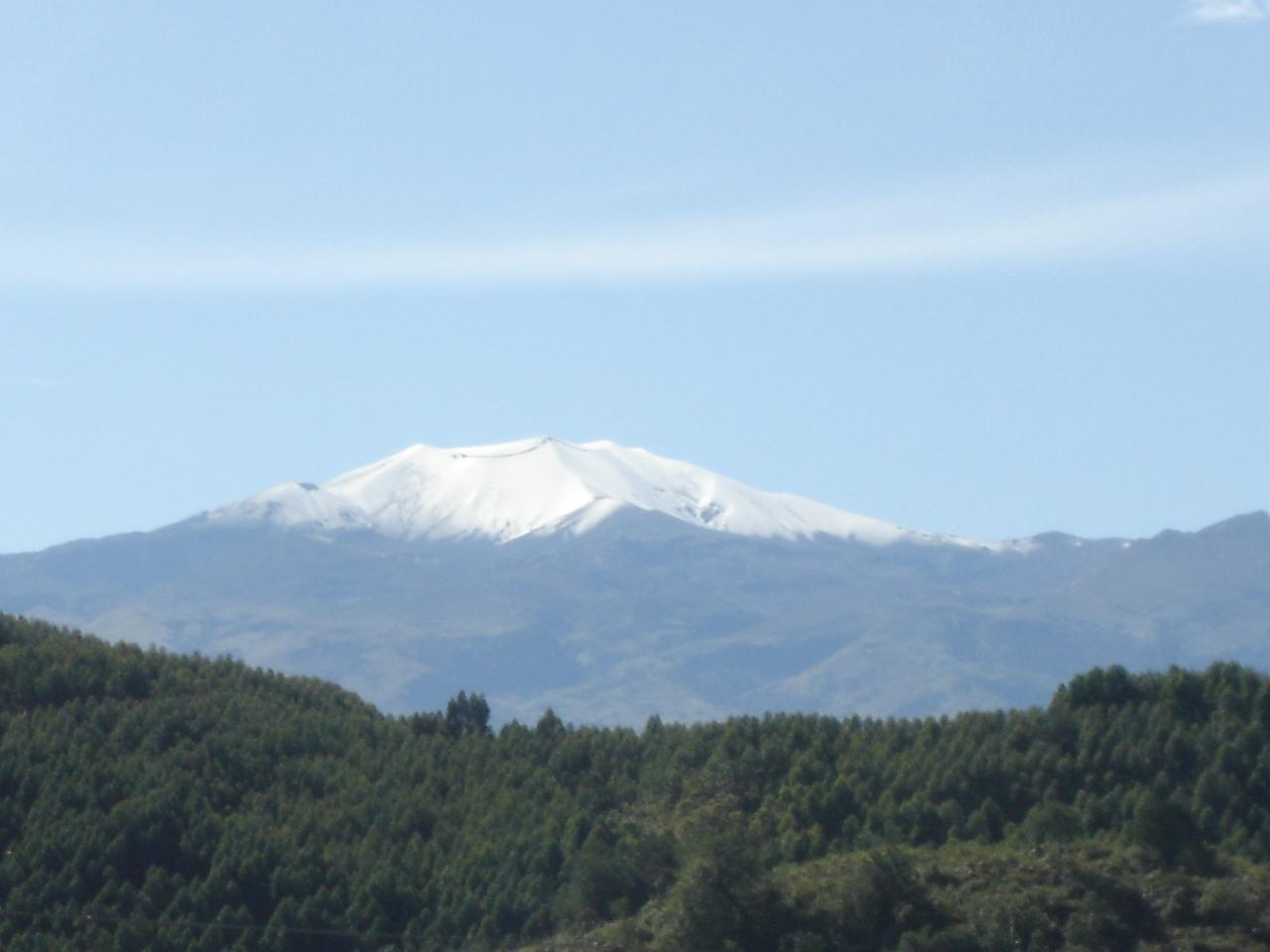

普拉塞火山是哥倫比亞的火山，位於該國西南部考卡省，距離波帕揚30公里，屬於安第斯山脈的一部分，海拔高度4,756米，山體主要由安山岩形成，最近一次火山噴發在1977年發生。